# John Krasinski
John Burke Krasinski (Newton, 20 oktober 1979) is een Amerikaanse acteur, filmregisseur, en schrijver. Hij heeft gespeeld in meerdere films, zoals Shrek the Third, maar werd vooral bekend door zijn rol van Jim Halpert bij NBC's The Office US.

## Filmografie
Film
| Jaar | Film                                        | Rol                                  | Opmerkingen                                 |
| ---- | ------------------------------------------- | ------------------------------------ | ------------------------------------------- |
| 2000 | State and Main                              | Golfjongen (Caddy)                   | Niet genoemd in aftiteling                  |
| 2002 | Alma Mater                                  | Flea Club kandidaat 1                |                                             |
| 2002 | Fighting Still Life                         | Tyler                                |                                             |
| 2004 | Kinsey                                      | Ben                                  |                                             |
| 2004 | Taxi                                        | Bezorger #3                          |                                             |
| 2005 | Duane Hopwood                               | Bob Flynn                            |                                             |
| 2005 | Jarhead                                     | Korporaal Harrigan                   |                                             |
| 2006 | For Your Consideration                      | Agent in Paper Badge                 |                                             |
| 2006 | The Holiday                                 | Ben                                  |                                             |
| 2006 | Dreamgirls                                  | Sam Walsh                            |                                             |
| 2006 | Doogal                                      | Overige Stemmen                      | Ingesproken Stem                            |
| 2007 | License to Wed                              | Ben Murphy                           |                                             |
| 2007 | A New Wave                                  | Gideon                               |                                             |
| 2007 | Smiley Face                                 | Brevin Ericson                       |                                             |
| 2007 | Shrek the Third                             | Lancelot                             | Ingesproken Stem                            |
| 2008 | Leatherheads                                | Carter Rutherford                    |                                             |
| 2009 | Brief Interviews with Hideous Men           | Ryan/Subject #20                     | Filmregisseur, Scenarioschrijver, en acteur |
| 2009 | Monsters vs. Aliens                         | Cuthbert                             | Ingesproken Stem                            |
| 2009 | Away We Go                                  | Burt                                 | Hoofdrol                                    |
| 2009 | It's Complicated                            | Harley                               |                                             |
| 2011 | Something Borrowed                          | Ethan                                |                                             |
| 2011 | The Muppets                                 | Zichzelf                             | Cameo                                       |
| 2013 | Monsters University                         | Frank McCay                          | Ingesproken Stem                            |
| 2015 | Aloha                                       | Woody                                |                                             |
| 2016 | 13 Hours: The Secret Soldiers of Benghazi   | Jack Silva                           |                                             |
| 2017 | Detroit                                     | Advocaat Auerbach                    |                                             |
| 2018 | A Quiet Place                               | Lee Abbott                           | Filmregisseur, scenarioschrijver, en acteur |
| 2018 | Next Gen                                    | 7723 (gecrediteerd als "Project 77") | Ingesproken Stem                            |
| 2021 | A Quiet Place Part II                       | Lee Abbott                           | Filmregisseur, scenarioschrijver, en acteur |
| 2021 | Free Guy                                    | Gamer                                | Ingesproken Stemcameo                       |
| 2022 | Doctor Strange in the Multiverse of Madness | Reed Richards / Mr. Fantastic        |                                             |
| 2022 | DC League of Super-Pets                     | Kal-El / Superman / Clark Kent       | Ingesproken Stem                            |
| 2024 | IF                                          | Dad                                  | Filmregisseur, scenarioschrijver, en acteur |

Series
| Jaar      | Televisieshow                     | Rol           | Opmerkingen                       |
| --------- | --------------------------------- | ------------- | --------------------------------- |
| 2003      | Ed                                | Processerver  |                                   |
| 2003      | The Originals (TV) aka Old School | Vaste rol     | Nooit vertoonde "Pilotaflevering" |
| 2004      | Law & Order: Criminal Intent      | Jace Gleesing |                                   |
| 2005      | CSI: Crime Scene Investigation    | Lyle Davis    |                                   |
| 2005      | Without a Trace                   | Curtis Horne  |                                   |
| 2005–2013 | The Office US                     | Jim Halpert   |                                   |
| 2006      | American Dad!                     | Gilbert       | Ingesproken Stem                  |
| 2018      | Tom Clancy's: Jack Ryan           | Jack Ryan     |                                   |

## Trivia
- Zat tijdens zijn middelbareschooltijd in dezelfde klas als The Office-collega B.J. Novak.
- Is goede vrienden met David Schwimmer, die elkaar leerden kennen op de set van Duane Hopwood (2005).
- In License to Wed (2007), worden Krasinski's ouders gespeeld door zijn echte ouders.
- Is getrouwd met actrice Emily Blunt, met wie hij sinds november 2008 een relatie heeft.
- in 2024 werd hij door het Amerikaanse tijdschrift People uitgeroepen tot meest sexy man ter wereld. [1]